# Отчаяние (роман Игана)
«Отчаяние» (англ. Distress ) — научно-фантастический роман 1995 года австралийского писателя Грега Игана.

## Сюжет
В середине XXI века ведутся политические интриги вокруг скорой презентации теории всего на международной конференции по физике. В это же время СМИ сообщают о массовых случаях необъяснимого психического заболевания под названием «Отчаяние». Основное действие разворачивается на искусственном острове Безгосударство, где нашли приют множество компаний специализирующихся на биотехнологиях. На острове не действует международное авторское право, из-за чего крупные мировые корпорации хотят его разрушения.
Повесть начинается с описания рабочих будней Эндрю Уорта — журналиста канала SeeNet (телесеть ВИД). Уорт создает цикл передач, посвящённых биотехнологиям, используя кишечный имплантат для записи видео. Расставшись с девушкой, по договорённости с телеканалом, Эндрю оставляет свой проект о новых технологиях и отправляется на остров Безгосударство, чтобы сделать репортаж о конференции, посвящённой прогрессу в области изучения теории всего, где значимое объявление должна сделать 27-летняя Вайолет Мосала — известный южно-африканский физик. Уорт знакомится с островом и его жителями, в частности с Акили Кувале — молодым человеком неопределённого пола. Позже журналист сталкивается с сектой антропокосмологистов, которые считают, что вселенная создана по теории одного человека.
Полагая, что антрокосмологисты хотят убить Вайолет, Эндрю пытается её предупредить об опасности, но безуспешно. Вайолет оказывается зараженной неизлечимый вирусом подброшенной группой сектантов во главе с конкурирующим учёным-физиком.
Далее ситуация ухудшается, на остров начинают атаку военные по требованию био-корпораций. Эндрю приходится вести переговоры, чтобы позволить Вайолет Мосале уехать в Южную Африку, где она вскоре умирает. Тем не менее, Вайолет успевает оставить компьютерного клона, который завершает расчёты по теории всего. Эндрю остаётся лишь опубликовать их.

### Гендерные роли
Иган описывает гипотетическое будущее, в котором существует пять новых гендерных идентичностей. Один из центральных персонажей романа, Акили Кувале — бесполый человек, удаливший все свои репродуктивные органы. В рамках романа Иган использует гендерно-нейтральное местоимение ve (он(а) в русском переводе).

### Анархизм
Главной темой, проходящей через роман, является презентация идей футуристического анархизма, иначе называемого «технолиберализм», связанного с освобождением технологии и информации из корпоративного контроля, включая использование передовых технологий в освободительных социальных движениях. Эндрю Уорт встречает художника Манро, который пытается объяснить, как анархия функционирует в Безгосударстве. Грег Иган использует образ Манро для критики австралийской культуры.

## Критика и отзывы
Как пишет обозреватель Look At Me Гриша Пророков, 
Иган отбрасывает все правила старого мира, от гендерного разделения до капитализма и размышляет о том, как свобода информации и технологий в конце концов должна привести к свободе в обществе.
Сразу после издания в 1995 году роман получил австралийскую литературную премию «Aurealis» в номинации «Лучший научно-фантастический роман» (англ. Aurealis Award for best science fiction novel).
В 1999 году роман был издан на немецком языке и в 2000 году роман получил премию Курда Лассвица в номинации «Лучшая иностранная работа  в области научной фантастики». На русском языке роман издан в 2014 году, переводчики Екатерина Доброхотова-Майкова и Марина Звенигородская. Роман также переведён на французский, румынский, итальянский, польский, японский и иврит.